# King Diamond
King Diamond, właśc. Kim Bendix Petersen (ur. 14 czerwca 1956 w Kopenhadze) – duński kompozytor i wokalista, z wykształcenia farmaceuta. Lider zespołu Mercyful Fate oraz eponimicznej formacji King Diamond. Nominowany do nagrody Grammy.
W 2006 roku piosenkarz został sklasyfikowany na 85. miejscu listy 100 najlepszych wokalistów wszech czasów według Hit Parader.

## Życiorys

### Wczesne lata 70.
Petersen początkowo nie wiązał swojej przyszłości z muzyką, lecz ze sportem – na początku lat 70. był piłkarzem w lokalnej lidze, gdzie odnosił pewne sukcesy (był m.in. „piłkarzem roku” w swoim klubie). Jednocześnie zaczął wtedy grać na gitarze i interesował się hard rockiem. Największe wrażenie wywarła na nim pierwsza płyta Led Zeppelin oraz „Fireball” grupy Deep Purple. Petersen szybko porzucił sport i całkowicie oddał się muzyce. Wkrótce zdecydował się również na podjęcie studiów na wydziale farmacji. W 1973 roku dołączył jako gitarzysta do zespołu Brainstorm.

### 1973–1978
Lata działalności w zespole Brainstorm nie przyniosły Petersenowi żadnego sukcesu komercyjnego, jednak dały mu pierwsze doświadczenia muzyczne i estradowe.
Po koncercie Alice’a Coopera w 1975 roku, Diamond był pod takim wrażeniem, że zrodził się w jego głowie pomysł, aby zawrzeć w swoich występach elementy grozy i teatralnego show, z których dziś jest znany. Ta koncepcja miała również pewne przełożenie na szczególny charakter samych kompozycji muzycznych, jakie w przyszłości miał tworzyć Diamond.
W 1976 roku Petersen wystąpił z Brainstorm na lokalnym festiwalu muzycznym, gdzie zgromadziła się duża publiczność. Wtedy też przylgnął do niego pseudonim „King Diamond”. W 1978 roku, King Diamond opuścił Brainstorm, by dołączyć do grupy Black Rose.

### 1978–1980
Diamond szukał innego zespołu, w którym mógłby grać na gitarze, jednak los chciał, że Black Rose – kapela, która go zainteresowała – poszukiwała wokalisty. Podczas rozmowy z zespołem Diamond wyznał, że w poprzednim zespole był gitarzystą i wokalistą, co było kłamstwem. Mimo że nie miał wtedy najmniejszego doświadczenia w śpiewie, efekty spodobały się członkom Black Rose na tyle, że został przyjęty jako stały członek grupy.
Działalność w Black Rose nie przynosiła jednak Petersenowi dużych dochodów i jednocześnie pracował jako farmaceuta w zespole opracowującym nowe leki. Do jego obowiązków należało m.in. testowanie nowych leków zwiększających przepływ krwi.
Black Rose i Diamond nagrali tylko jeden album długogrający – 20 Years Ago: A Night of Rehearsal – wydany dopiero w 2001 roku. W 1980 roku opuścił Black Rose, a wkrótce potem zespół się rozpadł.

### od 1980
W 1980 roku King Diamond otrzymał telefon od Hanka Shermanna i managera zespołu „Brats”. Kapela potrzebowała wokalisty. Petersen słyszał o tym zespole i postanowił spróbować w nim swoich sił. Grupa wykonywała muzykę określaną jako mieszanka punk rocka i heavy metalu. W 1981 roku zespół zaprosił przedstawicieli CBS na prezentację materiału muzycznego, jednak materiał ten okazał się zbyt ciężki i nie doszło do podpisania kontraktu. Było to bezpośrednią przyczyną rozłamu w grupie. King Diamond pozostał w zespole i skoncentrował się na muzyce czysto metalowej, której stylistyce już zawsze był wierny. Diamond i Shermann zdecydowali, że należy zmienić nazwę zespołu. Poszli za sugestią dziewczyny ich managera i wybrali nazwę Mercyful Fate.
Już pod nową nazwą zespół kontynuował rozmowy z licznymi wytwórniami, dzięki czemu jeszcze w 1981 roku Mercyful Fate pojawiło się na eterze za sprawą holenderskiego radia Hilversum. Kuriozalnym jest fakt, że w tym czasie to właśnie w Holandii, a nie w swoim rodzinnym kraju, King Diamond osiągnął pierwszy sukces i zdobył rzeszę fanów. Nagrał dwie płyty demo i w 1982 roku, dzięki holenderskiej wytwórni Rave-On Records została wydana pierwsza płyta Mercyful Fate – Nuns Have No Fun. Okładka tego albumu była przewrotną odpowiedzią Diamonda na zarzuty pewnego duńskiego księdza o satanizm.
W tym samym roku na jednym z koncertów z brytyjską grupą kobiecą Girlschool, Diamond zapowiedział publiczności: „Sprowadzimy tu wam tej nocy Szatana”. Artysta sugeruje, że było to powodem przykrych zdarzeń, jakie miały nastąpić wkrótce potem. Tuż po występie Petersen przekazał mikrofon wokalistce Girlschool, Kim McAuliffe, sam zaś udał się za kulisy, gdzie jeden z jego technicznych powiedział mu o dziwnych dźwiękach wydobywających się z wyłączonego wzmacniacza, na co Diamond odpowiedział: „Wiem o tym. I albo te dziewczynki zaraz przestaną grać, albo nie zagrają już wcale!”, czego sam, jak twierdzi, do dziś nie rozumie. Rzeczywiście, już po kilku akordach wokalistka Girlschool została rażona prądem. Szczęśliwie wokalistce nic się nie stało, jednak koncert został natychmiast przerwany.
Duży rozgłos przyniosły zespołowi i jego liderowi występy w programie BBC „The Friday Rock Show”. Dzięki nim usłyszano o Mercyful Fate w Roadrunner Records, która to wytwórnia szybko skontaktowała się z zespołem. W 1983 roku zespół podpisał kontrakt z wytwórnią na 5 lat i nagrał longplay zatytułowany Melissa. Inspiracją do napisania tytułowej ballady była ludzka czaszka o imieniu Melissa, która w owym czasie towarzyszyła zespołowi na scenie. Członkowie zespołu określili ten utwór mianem „Trójkąta Bermudzkiego”. Jak twierdzi Diamond, po zremasterowaniu utworu przez wytwórnię w utworze pojawiły się partie jego głosu, których nigdy nie nagrywał. Poza tym przy odtwarzaniu wstecznym utworu słychać w pewnej partii wyraźny głos Diamonda pytający: „Co to za przesłanie?”.
Również w 1983 roku swój drugi studyjny album nagrywał w Kopenhadze zespół Metallica. Kiedy zespołowi skradziono cały sprzęt muzyczny, Lars Ulrich zwrócił się z prośbą o pomoc do Kinga Diamonda, a ten użyczył zespołowi swój sprzęt. Od tamtej pory muzycy są przyjaciółmi, a Metallica korzystała jeszcze kilka razy z pomocy Diamonda podczas nagrywania kolejnych albumów. Poruszeni gestem Diamonda członkowie Metalliki nigdy nie ukrywali swojej wdzięczności. King Diamond został wręcz nazwany przez nich „człowiekiem, bez którego nie byłoby dziś Metalliki”.
W 1984 roku Mercyful Fate udało się w trasę z zespołem Manowar jako support. Mercyful Fate zagrało jednak tylko jeden koncert, po którym wycofało się z trasy. Powodem było skandaliczne zachowanie managera Manowar, jak i arogancja samych członków Manowar względem muzyków z Mercyful Fate.
Jeszcze w 1984 roku, tuż po wydaniu kolejnej płyty(Don't Break the Oath), Mercyful Fate i Motörhead wyruszyły w swoją pierwszą trasę po Stanach Zjednoczonych, co okazało się wielkim sukcesem dla obydwu zespołów. Mercyful Fate dało wtedy 34 koncerty, występując zarówno jako support Motörhead, jak i jako główny zespół. Na jednym z koncertów do zespołu dołączyła Metallica. Tego samego roku zespół wrócił do Danii, by udać się w kolejną trasę, również z Motörhead, oraz Girlschool i innymi zespołami.
W 1985 roku grupa Mercyful Fate została rozwiązana przez Kinga Diamonda, co zostało bardzo źle odebrane przez fanów. Przyczyną były różnice zdań muzyków w kwestiach muzycznych. Diamond natychmiast rozpoczął karierę solową, a nowy zespół nazwał po prostu King Diamond. Do zespołu dołączył gitarzysta Andy LaRocque, z którym Petersen współpracuje do dziś, oraz perkusista Mikkey Dee – bardziej znany z późniejszych występów w grupie Motörhead. Jako solista zaczął wydawać swoje płyty w formie albumów koncepcyjnych, tworzących spójną całość muzyczną i fabularną.
W 1992 roku reaktywowana zostaje grupa Mercyful Fate. W 1997 odbyła się specjalna trasa koncertowa, w której brały udział zespoły Mercyful Fate oraz King Diamond. Nigdy wcześniej, ani nigdy później nie miało to miejsca. Podczas tej trasy obydwa zespoły wystąpiły po raz pierwszy w Polsce (Poznań i Kraków, 24 i 25 marca 1997). King Diamond występuje z obydwoma formacjami do dziś.

### Koniec XX i początek XXI wieku
W latach 2000–2010 King Diamond kontynuuje działalność własnego zespołu i udziela swojego głosu w innych przedsięwzięciach muzycznych. W roku 2001 zawiera układ z zespołem Usurper dodając wokal do utworu „Necronemesis” w zamian za zmianę ich planów i możliwość dostępu do studia nagrań w celu zakończenia prac nad albumem Abigail II: The Revenge. W latach 2004–2005 King Diamond śpiewa jeszcze w utworach „Sweet Dreams” (na albumie grupy Probot), „In the Fire” (gwiazdorski album „Roadrunner United – The All-Star Sessions”) oraz „Devil Woman” (wraz z grupą Cradle of Filth).
W 2007 roku zostaje wydany kolejny album formacji Kinga Diamonda Give Me Your Soul... Please. Za pochodzący z tego albumu utwór „Never Ending Hill” King Diamond otrzymuje nominację do nagrody Grammy w kategorii „Best Metal Performance”. W 2008 roku King Diamond zmuszony był odwołać wielką trasę promującą album Give Me Your Soul... Please, z powodu postępującej choroby związanej z wypadającym dyskiem. Ostatni raz wystąpił na festiwalu Ozzfest (Dallas, 9 sierpnia 2008) jako gość specjalny u boku zespołu Metallica. Tego dnia wystąpił również z muzykami Scottem Ianem, Maxem Cavalerą i Vinnie Paulem wykonując cover zespołu Pantera.
W roku 2009 King Diamond został jedną z postaci w popularnej grze muzycznej Guitar Hero: Metallica, 'występując' tam z utworem „Evil” grupy Mercyful Fate.
29 listopada 2010 roku King Diamond trafił do szpitala z powodu zatorów żylnych wywołanych ciężkim nałogiem tytoniowym. Zdiagnozowano u niego szereg wcześniejszych ataków serca i poddano operacji wszczepienia bajpasów. Wszystkie projekty muzyczne Kinga Diamonda zostały zawieszone do czasu jego pełnej rekonwalescencji.

## Wizerunek sceniczny
King Diamond od początku kariery występuje na scenie w charakterystycznym makijażu tzw. corpse paint. Muzyk twierdzi, że zainspirował go Alice Cooper, który również występował w bogatym makijażu. Z kolei Alice Cooper prawdopodobnie inspirował się postacią z niemego filmu grozy pt. Gabinet doktora Caligari.
W 1989 roku Gene Simmons z Kiss oskarżył Diamonda o plagiat, ponieważ na okładce płyty The Dark Sides makijaż Duńczyka przypominał nieco jeden ze wzorów używanych przez Simmonsa. Proces zakończył się ugodą, w wyniku której Diamond zobowiązał się zmodyfikować design swojego makijażu.
Innym ze znaków rozpoznawczych muzyka jest mikrofon skonstruowany z kości piszczelowej i kości udowej złożonych w kształt krzyża. Artyście towarzyszyła też przez lata czaszka Melissa, która została skradziona podczas jednego z występów w latach 80. Po kilkunastu latach miała zostać zwrócona, jednak sam wokalista temu zaprzecza.
Hank Shermann pierwsze lata Mercyful Fate określił: „Mieliśmy wtedy wszystko – eksplodującą zakonnicę, prawdziwy ogień, prawdziwą krew, no i Diamonda”. Na jednym z pierwszych koncertów Diamond został „wtoczony” na scenę na wózku inwalidzkim przez dwie młode pielęgniarki, ubrany w kaftan bezpieczeństwa. Tuż przed swoją partią Diamond zdarł kaftan i rzucił wózkiem w publiczność, nikomu jednak nic się nie stało.
King Diamond sam też wykonywał wiele efektów pirotechnicznych widocznych podczas swoich koncertów. Jako farmaceuta miał dostęp do laboratorium, z którego kradł materiały potrzebne przy produkcji petard, świec dymnych, pochodni, itp.

## Satanizm
W przeprowadzonym w 1984 roku wywiadzie dla magazynu Kerrang! King Diamond spytany o rzekome poglądy satanistyczne wyraził swój podziw dla Antona Szandora LaVeya (założyciela Kościoła Szatana). W 1988 roku Diamond poznał LaVeya osobiście. Jak twierdzi muzyk, znajomość ta miała duży wpływ na jego życie duchowe.
Diamond podkreślał, że satanizm nie jest obsceniczną religią, lecz systemem filozoficznym zakładającym życie nie według nakazów religii, a według osobistych przekonań. Artysta zaznaczał też, że obrazoburcze gesty, którym daje upust na scenie, nie są wymierzone w Kościół, a są jedynie elementami gry i spektaklu, sam zaś szanuje inne wierzenia i religie.

## Życie prywatne
Muzyk jest w związku małżeńskim z węgierską piosenkarką Livią Zitą, która od 2003 występuje w chórkach podczas jego występów. W lipcu 2017 w wieku 61 lat Diamond po raz pierwszy został ojcem. Syn pary został nazwany Byron, na cześć ulubionego wokalisty Kinga, Davida Byrona nieżyjącego już frontmana z Uriah Heep.

## Dyskografia
- Usurper: Necronemesis (2001, gościnnie w utworze „Necronemesis”)
- Cradle of Filth: Nymphetamine (2004, gościnnie w utworze „Devil Woman”)
- Probot: Probot (2004, gościnnie w utworze „Sweet Dreams”)[3]
- Roadrunner United: The All-Star Sessions (2005, gościnnie w utworze „In The Fire”)
- Volbeat: Outlaw Gentlemen & Shady Ladies (2013, gościnnie w utworze „Room 24”)

## Filmografia
- Black Metal: The Music of Satan (2011, film dokumentalny, reżyseria: Bill Zebub)